# جو هیل (فیلم)
جو هیل (انگلیسی: Joe Hill) فیلمی در ژانر زندگینامه‌ای به کارگردانی بو ویدربرگ است که در سال ۱۹۷۱ منتشر شد. از بازیگران آن می‌توان به تامی برگرن اشاره کرد.